# 修德寺塔
修德寺塔是位于河北省曲阳县城西南小南关村的一座佛塔，建于宋代，是原修德寺遗物。现为全国重点文物保护单位。

## 历史
根据塔内地宫石函铭文，塔为舍利塔，始建于隋仁寿元年（601年）。今存塔体建于北宋天禧三年（1019年）。塔北原有修德寺，创建于北宋元祐年间（1086～1093年）。庙宇已毁，唯塔尚存。1994年，塔基地宫被发现。2006年5月被列入第六批全国重点文物保护单位名单。

## 建筑
修德寺塔为砖塔，塔高32米，平面八角。